# Ludovic Routhier
Ludovic Routhier, né le 21 juillet 1921 à Buckingham et mort le 31 janvier 2018 à Gatineau, est un machiniste et homme politique québécois. Il est maire de Gatineau de juillet à septembre 1971.

## Biographie
Né à Buckingham, maintenant un secteur de Gatineau, le 21 juillet 1921, Ludovic Routhier fait ses études à Gatineau. Il joue au hockey sur glace aux niveaux junior et senior. Il travaille aux mines McIntyre à Timmins en Ontario, puis est membre des Forces armées canadiennes jusqu'en 1945. Il épouse Yolande Barbarie en 1947. Routhier est machiniste à l'usine Canadian International Paper de Gatineau de 1954 jusqu'à sa retraite en 1982. Il siège d'ailleurs comme échevin au conseil municipal de Gatineau de 1964 à 1970. Pour une courte période, il est maire de juillet à septembre 1971.
Ludovic Routhier meurt le 31 janvier 2018 à Gatineau.